# Mées
Mées é uma comuna francesa na região administrativa da Nova Aquitânia, no departamento Landes. Estende-se por uma área de 15,07 km². Em 2010 a comuna tinha 1 864 habitantes (densidade: 123,7 hab./km²).